# Estació de Waddesdon Road
L'estació de Waddesdon Road, anomenada estació de Waddesdon fins a l'any 1992, era un petit baixador a camp obert a Buckinghamshire, a Anglaterra. Fou inaugurat el 1871 com a part d'una línia amb remolcs de cavalls per ajudar el transport de mercaderies de les extenses pertinences del duc de Buckingham a la regió i també per connectar aquestes terres amb l'Aylesbury and Buckingham Railway a l'estació de Quainton Road. El 1872 la línia fou expandida i reconvertida per permetre el transport de passatgers, i passà a ser coneguda com a Brill Tramway. El 1899 la companyia amb seu a Londres Metropolitan Railway obtingué la gestió de la línia.
El 1933 Metropolitan Railway passà a ser de titularitat pública i esdevingué la Metropolitan Line del Metro de Londres i, tot i ser en una zona rural, Waddesdon Road va esdevenir part del London Passenger Transport Board. Els gerents de la línia no veieren clar el seu futur com una ruta de passatgers viable econòmicament: l'estació de Waddesdon Road, juntament amb la resta de la Brill Tramway, foren clausurades a la darreria de l'any 1935.
L'estació fou molt usada pel transport de materials durant la construcció d'edificis per al baró Ferdinand de Rothschild a Waddesdon Manor durant les dècades de 1870 i 1880; a part d'això, però, no fou gaire utilitzada. L'estació estava mal situada, hi arribaven pocs trens de passatgers i, a més, tenia altres estacions amb millors connexions a una distància que fins i tot es podia fer a peu. El 1932, l'últim any complet d'operacions abans que Metropolitan Railway passes a ser de propietat pública, l'estació tan sols fou utilitzada per 281 viatges de passatgers, els quals només van generar 4 lliures de beneficis.

## Brill Tramway
El 23 de setembre de 1868 s'inaugurà la petita Aylesbury and Buckingham Railway (A&BR). Corria cap al sud partint de la Varsity Line (propietat de London and North Western Railway i que anava d'Oxford a Bletchley) a l'estació de Verney Junction, via l'estació de Quainton Road, fins finalment connectar amb la Great Western Railway a l'estació d'Aylesbury.

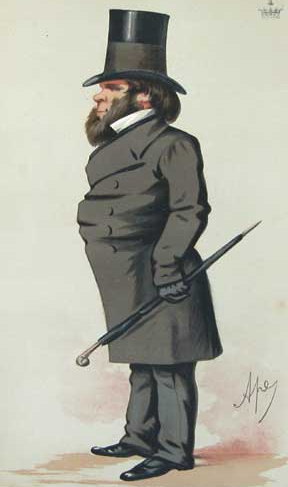
El duc de Buckingham, fundador de la Brill Tramway

El 3r duc de Buckingham i Chandos fou president de la London and North Western Railway del 1852 al 1861, i estava molt interessat en els ferrocarrils. A les primeries de la dècada de 1870 va decidir construir un ferrocarril lleuger per transportar béns entre les seves propietats de Buckinghamshire i l'estació de Quainton Road de la línia d'A&BR. La primera fase de la línia, coneguda com la Wotton Tramway, era una línia de 6,437 km que anava de Quainton Road fins a una via morta de carbó de Kingswood via Wotton; aquesta línia fou inaugurada l'1 d'abril de 1871. Estava pensada per a vehicles de tracció a cavall, i és per això que fou construïda amb una tècnica en la qual s'utilitzen travesseres longitudinals (baulk road) per així evitar que els animals s'entrebanquessin.
La pressió exercida per part dels residents i els negocis del poble proper de Brill feu que es construís una extensió de la línia l'any 1872 de Wotton a l'estació de Brill, als peus del turó de Brill, 1,2 km enllà del poble, situat sobre l'esmentat turó. Circulaven dos trens mixts diaris en cada direcció, i la línia fou reanomenada a Brill Tramway. El duc va comprar dues locomòbils Aveling and Porter modificats per tal que poguessin treballar com a locomotores; ambdues tenien una velocitat màxima de 12,87 km/h, encara que el límit màxim fou establert en 8,04 km/h (5 mph).
El duc morí l'any 1889, i el 1894 els fideïcomissaris del seu patrimoni van establir l'Oxford & Aylesbury Tramroad Company (O&ATC) amb la intenció d'estendre la línia des de Brill fins a Oxford. L'1 de setembre de 1894, la Metropolitan Railway (MR) de Londres va arribar a Aylesbury, i poc temps més tard era connectada amb la línia d'A&BR, amb serveis locals d'MR circulant via Quainton Road fins a Verney Junction a partir de l'1 d'abril de 1894. Els trens directes des de l'estació terminal d'MR a Londres (a l'estació de metro de Baker Street) van començar l'1 de gener de 1897. A partir de l'1 de desembre de 1899, MR arrendà la Brill Tramway d'O&ATC i s'encarregà de l'operació dels serveis de la línia, encara que aquesta seguia pertanyent a O&ATC.

## Serveis
Waddesdon Road era la primera estació que es trobava en sortir de l'estació d'intercanvi de Quainton Road. Estava situada en camp obert i es trobava just al nord d'Akeman Street (coneguda com a carretera A41 des de 1919), uns 1,7 km al sud-est de Quainton Road, 1,6 km al nord-oest del poble de Waddesdon i a 1,19 km de Waddesdon Manor. Inicialment, l'estació només comptava amb una sola plataforma inferior de fusta, que servia bàsicament per carregar i descarregar les mercaderies. Després de la transferència de serveis a Metropolitan Railway l'any 1899, l'empresa va introduir a la línia un únic vagó de passatgers Brown Marshall; fou en aquell moment quan una petita secció de la plataforma fou aixecada a l'alçada convencional per permetre l'accés dels passatgers al tren.

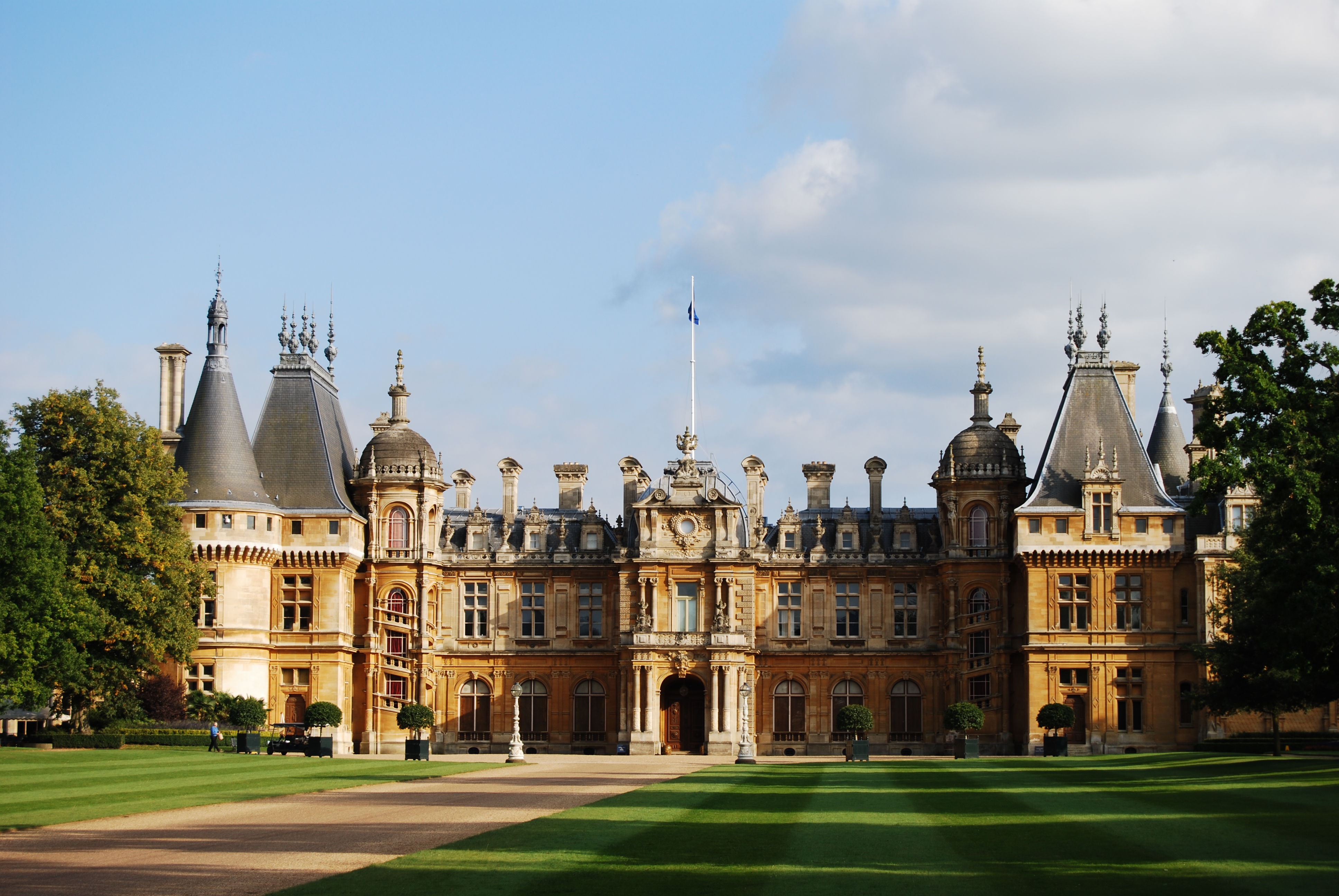
L'estació fou molt utilitzada durant la construcció de Waddesdon Manor

Inicialment l'estació era coneguda com a Waddesdon Road Siding, però poc després de ser inaugurada fou reanomenada a Waddesdon. L'1 d'octubre de 1922 l'estació propera Waddesdon Manor, que pertanyia a la Metropolitan Railway i estava situada al sud-est de Quainton Road, fou reanomenada a Waddesdon, per la qual cosa la primera hagué de ser reanomenada a Waddesdon Road per no donar peu a confusions.
L'estació fou molt utilitzada durant la construcció d'immobles del baró Ferdinand de Rothschild a Waddesdon Manor durant la dècada de 1870 i 1880. La fàbrica de maons de Brill enviava 25.000 maons per setmana mitjançant la Brill Tramway, i 7.100 tones de pedra de Bath provenien de Corsham. A part del trànsit de béns associats amb la construcció de Waddesdon Manor, l'estació de Waddesdon Road no s'usava per a gaire cosa més, només per distribuir llet de granges properes fins a Aylesbury i Londres. A causa de l'una situació poc adequada –lluny dels pobles i llogarrets propers, i amb les estacions de Quainton Road i Waddesdon Manor, molt més freqüentades, molt a prop– l'estació de Waddesdon Road mai no va ser gaire utilitzada per passatgers. El 1932, l'últim any operat per una empresa privada, només 281 passatgers van passar-hi, deixant tan sols uns ingressos de 4£ (unes 200£ de 2011) durant tot l'any.

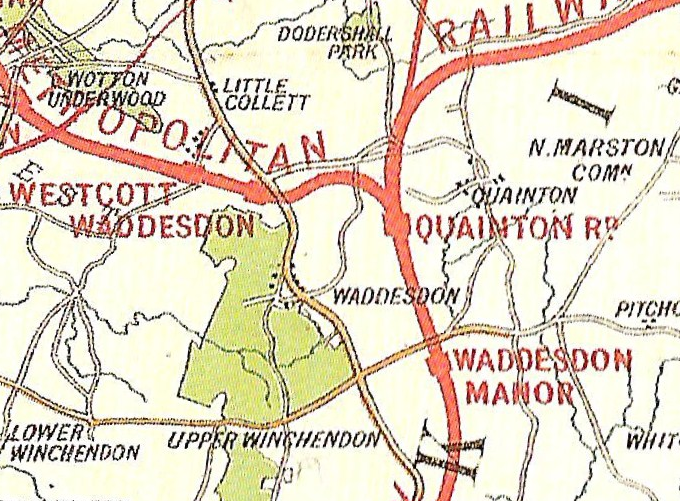
Estacions de tren i àrees poblades al veïnat de Waddesdon l'any 1903. Cap dels nuclis de població comptava amb Waddesdon Road (anomenada Waddesdon en aquest mapa, a la línia de color taronja) com l'estació més convenient

A causa de la seva limitació tant per les locomotores de baixa qualitat com per un traçat barat que seguia els contorns dels turons, els trens circulaven a molt baixa velocitat per la zona: l'any 1882, un comboi tardava 13 minuts a completar la curta distància de Waddesdon Road fins a Quainton Road, i 57 minuts de Waddesdon Road a Brill. Del 1872 al 1894 l'estació fou servida per dos trens de passatgers diaris en cada direcció, i entre 1895 i 1899 aquesta quantitat fou incrementada a tres. Després de la transferència de serveis a Metropolitan Railway l'any 1899, l'estació era servida per quatre trens diaris en cada direcció, fins que es va tancar l'any 1935. Les millores dutes a terme a la línia Oxford & Aylesbury Tramroad i les noves locomotores millorades de Metropolitan Railway van reduir el temps de viatge de Waddeson Road fins a Quaintion Road i fins a Brill a 6 minuts i 22 minuts, respectivament.

## Clausura
L'1 de juliol de 1933 Metropolitan Railway i totes les altres línies del metro de Londres excepte la petita Waterloo & City Railway passaren a propietat pública com a part de la recentment constituïda London Passenger Transport Board (LPTB). Com a conseqüència, i tot i estar bastant lluny de la capital, l'estació de Waddesdon Road passà a formar part de la xarxa del metro de Londres.

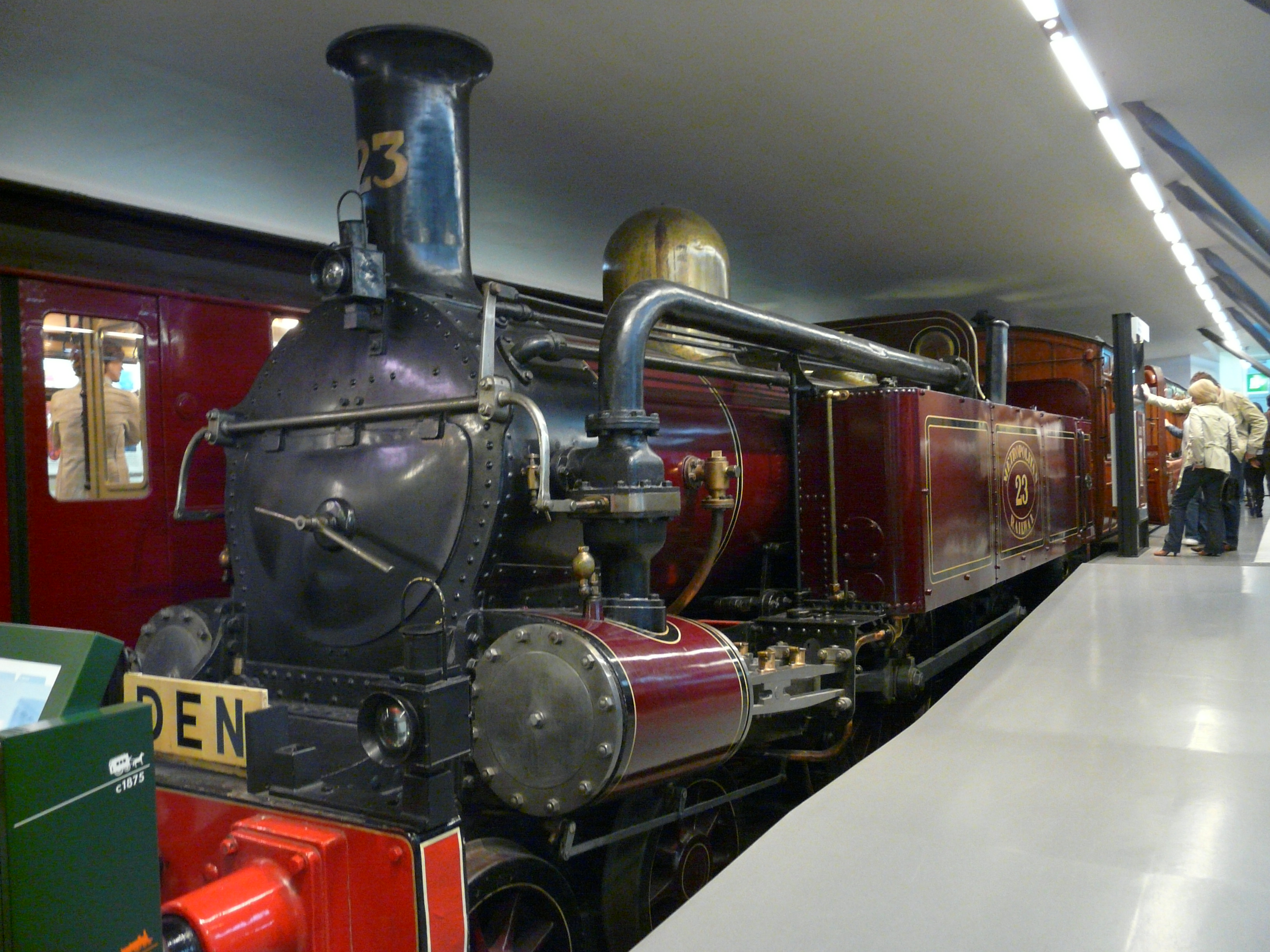
Una de les dues locomotores Metropolitan Railway A Class que circulaven per la Brill Tramway durant l'època que fou clausurada

En aquesta època la Brill Tramway perdia grans sumes de diners: el trànsit de mercaderies s'havia reduït dràsticament i, al contrari que altres àrees servides per la ja desapareguda Metropolitan Railway, aquesta no havia tingut un creixement de població, per la qual cosa el nombre de passatgers es mantenia baix. Frank Pick, director general d'Underground Electric Railways Company of London des de 1928 i cap executiu de l'LPTB, planejà moure el nou metro de Londres lluny de serveis de mercaderies per concentrar-se solament en el servei per les persones. Pick va considerar que els trams de línia que anaven més enllà d'Aylesbury, Brill i Verney Junction no tenien gaire futur i no eren línies de passatgers viables, i tragué la conclusió que l'empresa s'estalviaria unes 2.000 lliures (unes 100.000 lliures de 2011) si es tancava la Brill Tramway. Com a resultat d'això, l'LPTB va decidir no mantenir tots els serveis de passatgers més enllà d'Aylesbury.
La Brill Tramway fou clausurada l'1 de desembre de 1935; els darrers trens en circular ho feren el 30 de novembre. Després de la retirada dels serveis de London Transport, el traçat i les estacions van tornar a ser controlades per l'Oxford & Aylesbury Tramroad Company, empresa que actualment ja està pràcticament inactiva. Sense fons ni material rodant propi, O&ATC no tingué prou recursos per operar la línia: el 2 d'abril de 1936 la infraestructura sencera fou posada a subhasta. El lot venut per més diners fou la plataforma de 33,83 m de l'estació de Waddesdon Road, que arribà a 7£ 10s (unes 880£ de 2011). Excloent els edificis de Westcott i Brill, que foren venuts de manera separada, l'empresa va recaptar amb la subhasta un total de 112£ 10s (unes 5.670£ de 2011). Actualment no queda rastre de les construccions a Waddesdon Road, encara que el camí on hi havia col·locats els rails és avui en dia un camí de terra públic conegut com a Tramway Walk.
Els trens de passatgers de la Metropolitan Line van cessar de circular al nord d'Aylesbury a partir del 6 de juliol de 1936. Els serveis de la London and North Eastern Railway (coneguda com a British Rail a partir de 1948) van continuar des de l'estació de Marylebone de Londres fins a Verney Junction passant per Quainton Road fins al març de 1963, i l'LPTB va continuar mantenint i operant els serveis de mercaderies a Verney Junction fins al 6 de setembre de 1947. Després de la retirada dels serveis de Londres, l'estació de Verney Junction va romandre activa per servir trens de la línia Oxford–Bletchley; fou clausurada amb el cessament dels serveis entre Oxford i Cambridge l'1 de gener de 1968.